# Медведцева Ольга Валеріївна
Ольга Валеріївна Медведцева (рос. Ольга Валерьевна Медведцева, раніше відома як Пильова (рос. Пылёва), при народженні Заморозова, 7 липня 1975) — російська біатлоністка, дворазова олімпійська чемпіонка.
Свою першу золоту олімпійську медаль Ольга Пильова виборола в Солт-Лейк-Сіті в гонці переслідування на 10 км. Крім золотої медалі, на тій Олімпіаді вона також здобула бронзову в естафеті.
На Туринській олімпіаді з Пильовою стався прикрий інцидент, що призвів до дискваліфікації спортсменки на 2 роки в зв'язку з вживанням забороненого препарату. Допінг-контроль виявив у її пробі карфедон. Чільник російської делегації заявив, що Пильова прийняла ліки у зв'язку з травмою гомілки. Ці ліки їй приписав її особистий лікар, а не лікар команди. На етикетці було зазначено, що ліки не заборонені, й рекомендовані спортсменам. Однак, хімічного складу на етикетці не було. Пильова збиралася подати в суд на виробника, однак це не скасувало дискваліфікації.
Ольга повернулася в біатлон через два роки, уже як Медведцева. На Олімпійських іграх у Ванкувері вона разом із подругами зі збірної Росії виборола золоту медаль в естафеті 4 x 6 км.
Крім олімпійських нагород у доробку Ольги Медведцевої 9 медалей чемпіонатів світу: 6 золотих, 2 срібні та 1 бронзова.

## Статистика
У таблиці наведено статистику виступів біатлоніста в Кубку світу.
- Місця 1–3: кількість подіумів
- Чільна 10: кількість фінішів у першій десятці
- В очках: кількість виступів, на яких біатлоніст здобував очки
- Старти: кількість стартів

| Місця     | Індивід. | Спринт | Персьют | Мас-старт | Естафета | Разом |
| --------- | -------- | ------ | ------- | --------- | -------- | ----- |
| 1         | 1        | 4      | 4       | 1         | 14       | 24    |
| 2         | 1        | 7      | 3       | 5         | 14       | 30    |
| 3         | 3        | 3      | 4       | 1         | 6        | 17    |
| Чільна 10 | 15       | 33     | 33      | 17        | 38       | 136   |
| В очках   | 22       | 66     | 52      | 31        | 38       | 209   |
| Стартів   | 28       | 73     | 54      | 31        | 41       | 227   |